# Cimetière juif de L'Isle-sur-la-Sorgue
Le cimetière juif de L'Isle-sur-la-Sorgue est l'un des sites juifs importants du département de Vaucluse. Depuis l'arrêté du 30 juin 2008 il est inscrit comme Monument historique.

## Juifs comtadins
La communauté juive est présente dans le Comtat Venaissin depuis le Moyen Âge. Plusieurs villes comtadines, comme Bollène, Le Thor, Carpentras, Malaucène, accueillaient celle-ci, jusqu'en 1322, date à laquelle le pape Jean XXII expulsa les juifs du Comtat. Il revient sur sa décision en 1326.
Le XVIe siècle vit une réorganisation forcée de la communauté, contrainte de se regrouper dans quatre villes, les arba kehilot (se référant au nom des quatre communautés de la Terre sainte que sont Jérusalem, Hébron, Safed et Tibériade) : Carpentras, Avignon, Cavaillon, et L'Isle-sur-la-Sorgue, dans des quartiers spécifiques, les Carrières autour de la synagogue.
À partir du XVe siècle, les communautés juives furent administrées par des baylons (terme local dérivé de baillis) qui étaient responsables de leur communauté devant les autorités et eurent des attributions de police. L'impôt était perçu en fonction du patrimoine. Les activités des Juifs souffraient de diverses restrictions dans le commerce des tissus,.
Ces juifs qui vivaient essentiellement du commerce des étoffes, du maquignonnage et du prêt d’argent, s'enrichirent durant le XVIIe siècle. En 1789, les carrières avaient perdu le quart de leur population et en 1808, il ne restait que 561 personnes dans les communes de Carpentras, Avignon, L’Isle et Cavaillon, plus 70 personnes dans le reste du département de Vaucluse.

## Juifs de L'Isle-sur-la-Sorgue
Installée près de l'actuelle place de la Juiverie, la communauté disposait de plusieurs bâtiments autour de la synagogue. Celle-ci fut détruite en 1856. La carrière (du provençal « carriero ») était établie autour d'une impasse, dans une zone de 2 500 m2.
| 1682                              | 1703        | 1747        | 1789                              | 1808         |
| --------------------------------- | ----------- | ----------- | --------------------------------- | ------------ |
| 28 familles environ 100 personnes | 27 familles | 29 familles | 63 familles environ 300 personnes | 22 personnes |

## Cimetière

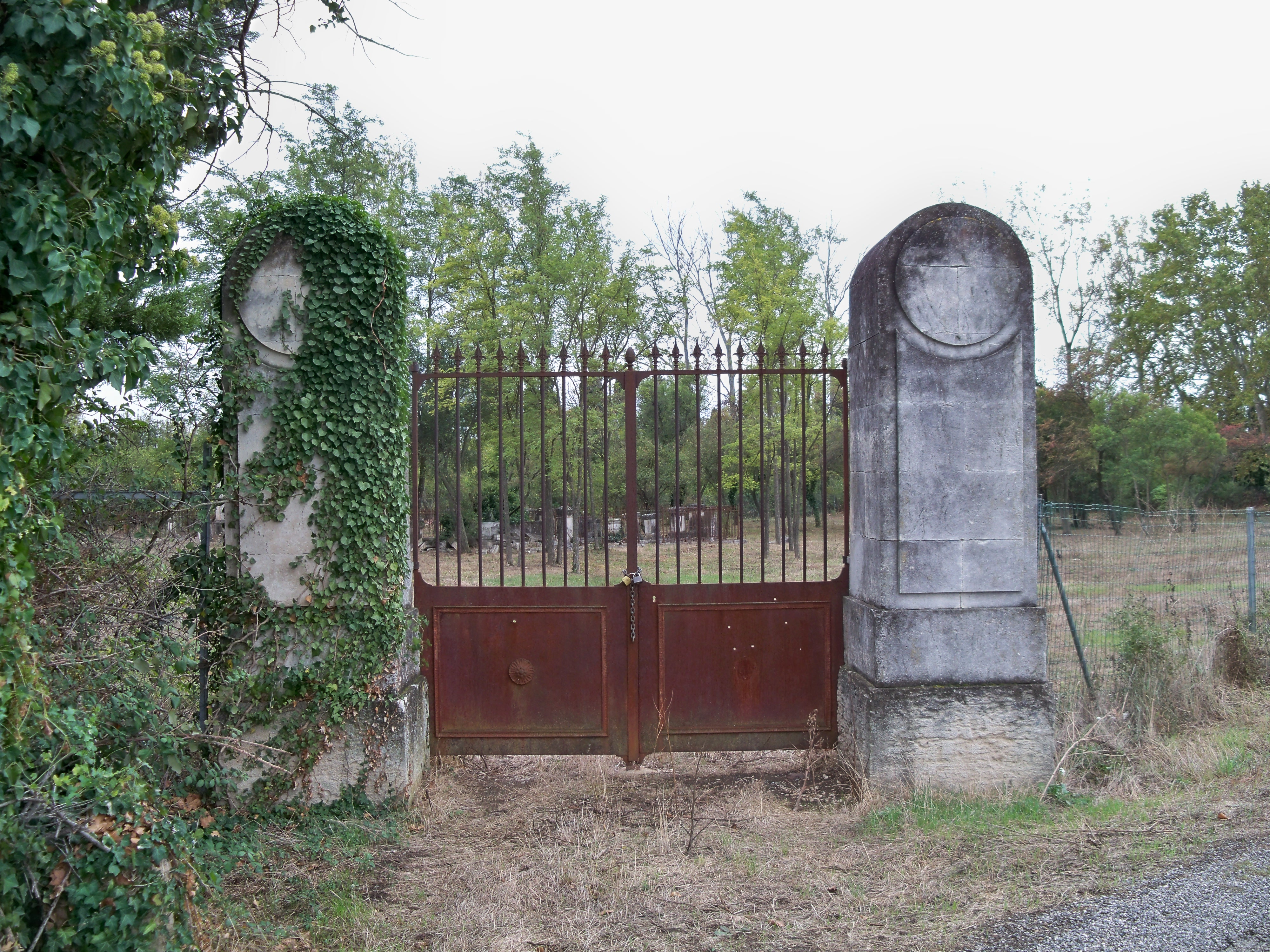
Entrée du cimetière

Il était initialement proche de la carrière mais son déplacement fut imposé par l'agrandissement de la ville. Un nouvel emplacement fut trouvé, au sud de la commune, ensuite augmenté en 1736, par l'achat d'un terrain limitrophe à Jean-Jacques Guérin, pour 650 livres. 

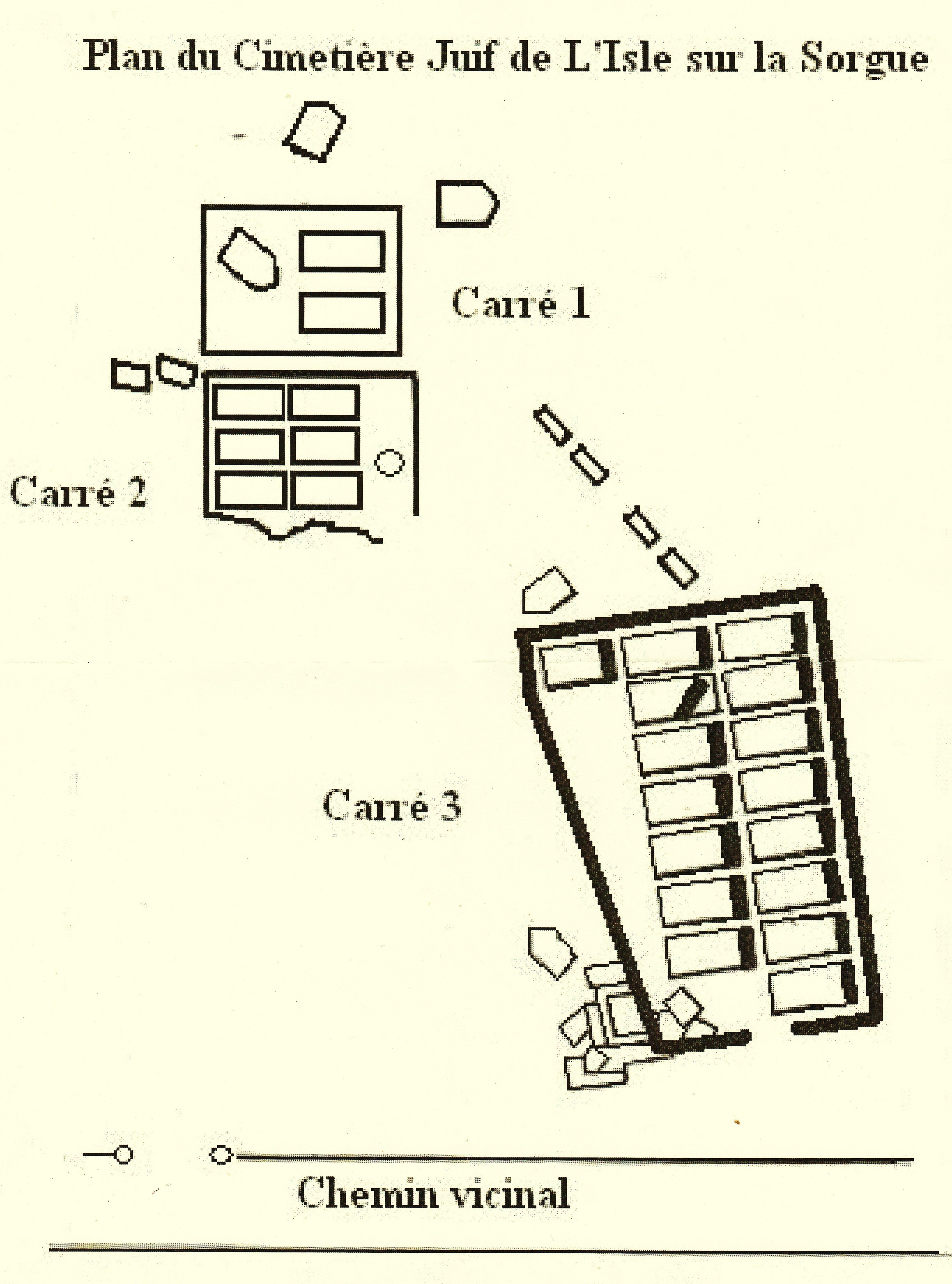
Plan du cimetière de nos jours

Ce terrain était la seule possession de la communauté juive de la ville, indiquée sur l'inventaire fait en 1906, à la suite de la loi de séparation des Églises et de l'État de 1905. Si la propriété devint communale, l'usufruit en fut conservé jusqu'en 1939, année de la dernière inhumation,. 
Un portail donne accès à un terrain de 9 460 m2, clos d'un grillage. Actuellement, il subsiste une quarantaine de tombes dans le cimetière, majoritairement des personnes enterrées lors du dernier siècle d'utilisation, dans les enclos des quatre familles qui subsistaient : les Abram, les Carcassonne, les Crémieux, les Créange. Parmi les personnalités inhumées dans ce cimetière, l'on peut notamment compter l'un des anciens maires de L'Isle-sur-la-Sorgue, Adolphe Michel Abram (1834-1905), en fonction de 1871 à 1874. 
Par arrêté du 30 juin 2008, il y eut inscription au titre des monuments historiques de l'ancien cimetière juif, en totalité avec son portail, ses tombes, monuments et autres éléments, son sol et son sous-sol (cadastre BP 97).